# Poggio Berni
Pour les articles homonymes, voir Poggio et Berni.
Poggio Berni  (e Pùz en dialecte romagnol)  est une commune italienne de la province de Rimini dans la région Émilie-Romagne en Italie.

## Géographie
Poggio Berni' est situé à une moyenne de 155 mètres d’altitude (mi-plaine  mi-colline) et à 16 km du chef-lieu Rimini, traversé par la route provinciale SP248 qui mène, sur la rive gauche du fleuve Marecchia qui s’épanche sur le fond de la vallée, de Santarcangelo di Romagna (5 km) à Verucchio (6 km) et Saint-Marin.

## Histoire
L'origine du nom est latin : Podium Hibernorum signifiant littéralement "Podio degli accampamenti invernali" (point de campement hivernal), lieu effectif d’un campement militaire romain pendant l’hiver.

Durant le Moyen Âge, fut le fief des Malatesta (famille), fortifié et subissant les aléas de la famille. 

En 1600, passa aux mains de la famille toscane des princes Montemaggi. 

En 1763, fut acheté par le pape Clément XIII pour faire partie des États pontificaux.

En 1816, à la subdivision des territoires, Poggio Berni fut assigné à la légation de Forli.

En 1860, la commune entre dans le royaume de Sardaigne, qui devint ensuite le royaume d'Italie.

## Monuments et lieux d’intérêt

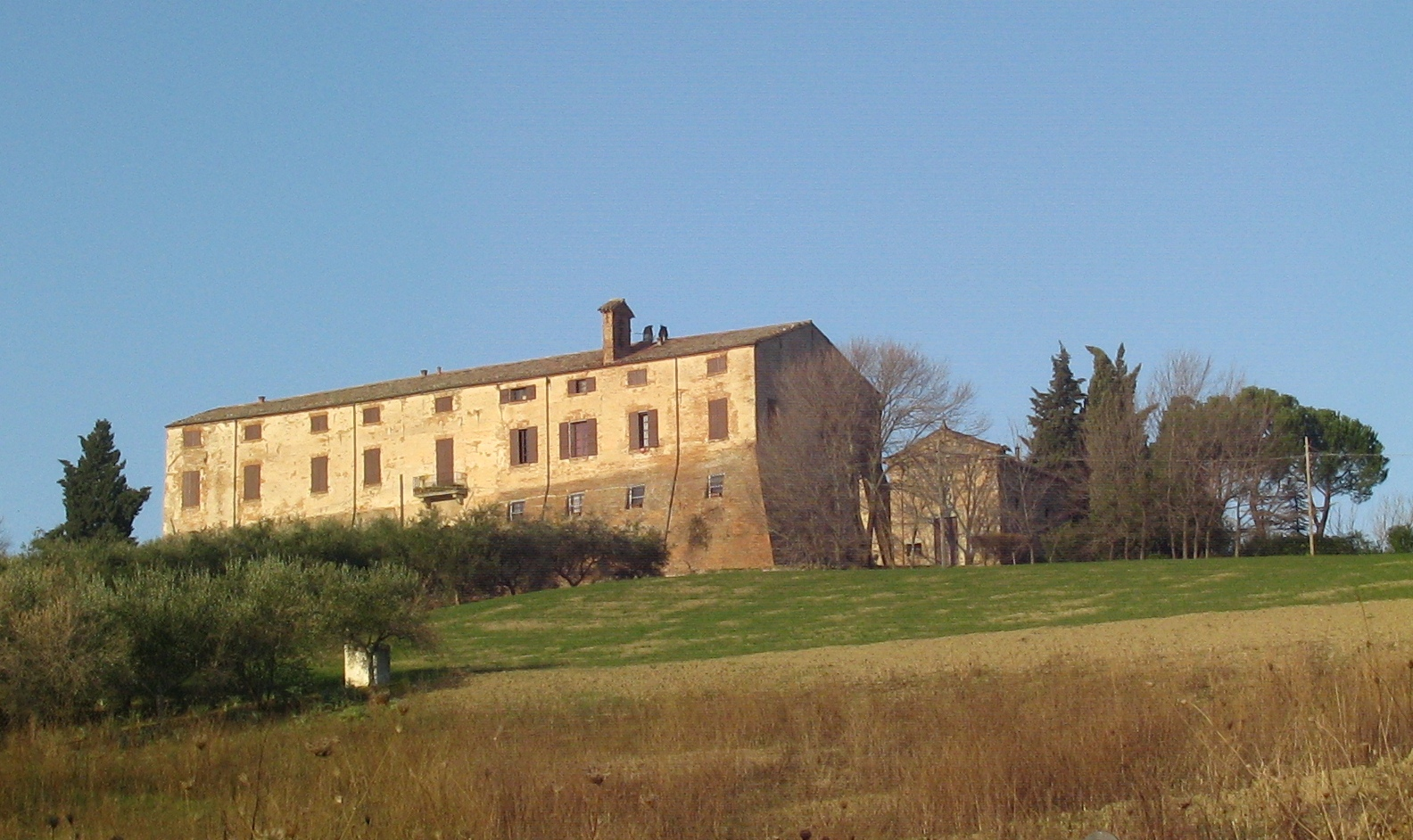
Palazzo Marcosanti

- le Palazzo Marcosanti : reste d’une ferme fortifiée par les Malatesta en 1335, transformée aujourd’hui en agritourisme, qui fut le théâtre de nombreuses fêtes organisées par et pour les plus grandes familles nobles d’Italie (Malatesta, Della Rovere, Doria, Montefeltro, Gonzaga, Medicis et Albani).
- Les trois moulins à grain sur les bords du Marecchia. Voir le musée moulin Sapignoli.
- le Palio dei somari ou palio des ânes, accompagné de l’art culinaire romagnol.

## Administration
| Période                                  | Période  | Identité      | Étiquette     | Qualité |
| ---------------------------------------- | -------- | ------------- | ------------- | ------- |
| 08/06/2009                               | En cours | Daniele Amati | Liste civique |         |
| Les données manquantes sont à compléter. |          |               |               |         |

### Hameaux
Sant’Andrea, 

### Communes limitrophes
Borghi, Santarcangelo di Romagna, Torriana, Verucchio

## Population

### Évolution de la population en janvier de chaque année
| 1861  | 1901  | 1921  | 1951  | 1961  | 1971  | 1981  | 1991  | 2001  |
| ----- | ----- | ----- | ----- | ----- | ----- | ----- | ----- | ----- |
| 1 316 | 1 771 | 2 129 | 2 046 | 1 921 | 1 762 | 1 980 | 2 520 | 2 907 |

| 2011  | - | - | - | - | - | - | - | - |
| ----- | - | - | - | - | - | - | - | - |
| 3 412 | - | - | - | - | - | - | - | - |

### Ethnies et minorités étrangères
Selon les données de l’institut national de statistique (ISTAT) au 1er janvier 2011 la population étrangère résidente était de 206 personnes.
Les nationalités majoritairement représentatives étaient :
| Pos. | Pays  | Population |
| ---- | ----- | ---------- |
| 1    | Maroc | 44         |

## Économie
- 97 activités industrielles,
- 121 activités de service,
- 9 activités administratives.

## Note
1. ↑  (it) Popolazione residente e bilancio demografico sur le site de l'ISTAT.

## Sources
- (it) Cet article est partiellement ou en totalité issu de l’article de Wikipédia en italien intitulé « Poggio Berni » (voir la liste des auteurs) le 22/06/2012.